# Chaubardiella dalessandroi
Chaubardiella dalessandroi är en orkidéart som beskrevs av Dodson och Stig Dalström. Chaubardiella dalessandroi ingår i släktet Chaubardiella och familjen orkidéer. Inga underarter finns listade i Catalogue of Life.